# Séparateur d'amalgame
Un séparateur d'amalgame est un appareil ou système global destiné chez le dentiste à récupérer et préparer pour le recyclage des restes d'amalgames dentaires, qui en raison de la dangerosité du mercure sont classés comme déchets à risques. Ils doivent aussi empêcher que des particules toxiques provenant des interventions dentaires soient rejetées dans les eaux usées. 
Des séparateurs d'amalgame sont utilisés depuis plus de 20 ans dans quelques pays d'Europe (Allemagne, Pays-Bas, Suède...). En 1998, un arrêté les ont rendus obligatoires en France à la suite d'une recommandation du CSHPF faite en 1995 sur la base de l'étude d'exemples étrangers qui s'étaient montrés très performants.
En 1998 un nouvel arrêté (du 30 mars 1998) impose un séparateur à tout nouveaux fauteuils installés et impose que les anciens fauteuils soient équipés dans les trois ans (avant le 1er avril 2001, délai qui n'a pas été tenu puisque en 2001, de un tiers à 50 % seulement des fauteuils de cabinet dentaire étaient équipés, pour des raisons de coûts (de pose et de maintenance d'après l'Ordre des chirurgiens dentistes) selon un rapport sénatorial sur les métaux lourds une pratique « inférieure aux résultats escomptés », et « les déceptions sont nombreuses » ajoutait le rapporteur Gérard Miquel. Selon lui « après quelques essais infructueux, on estime aujourd'hui (en 2001) que 95 % des déchets sont ou peuvent être ainsi récupérés »

## Typologie
Deux grands types de séparateurs existent 
1. Système de centrifugation ; le séparateur « aspire les rejets, sépare les particules solides et liquides, et dirige les premiers vers une cassette de récupération d'amalgames) »
2. Système de filtration des particules (avec pour certains un alerte sonore quand la cassette est presque pleine ; ou dans certains cas un « dispositifs de sauvegarde qui arrêtent les appareils de soin en cas de trop plein »

Un système de décantation est possible mais ne présentant pas le même degré de sécurité, car une fois plein le décanteur peut être by-passé « en branchant le crachoir sur la canalisation ».

## Devenir des déchets ainsi récupérés
Ces déchets doivent être collectés et traités conformément à la législation en vigueur (qui peut varier selon les époques et les pays). 
Une procédure à trois niveaux implique le dentiste (producteur du déchet), un collecteur et un retraiteur qui sépare et régénère le mercure.